# Ylöjärvi

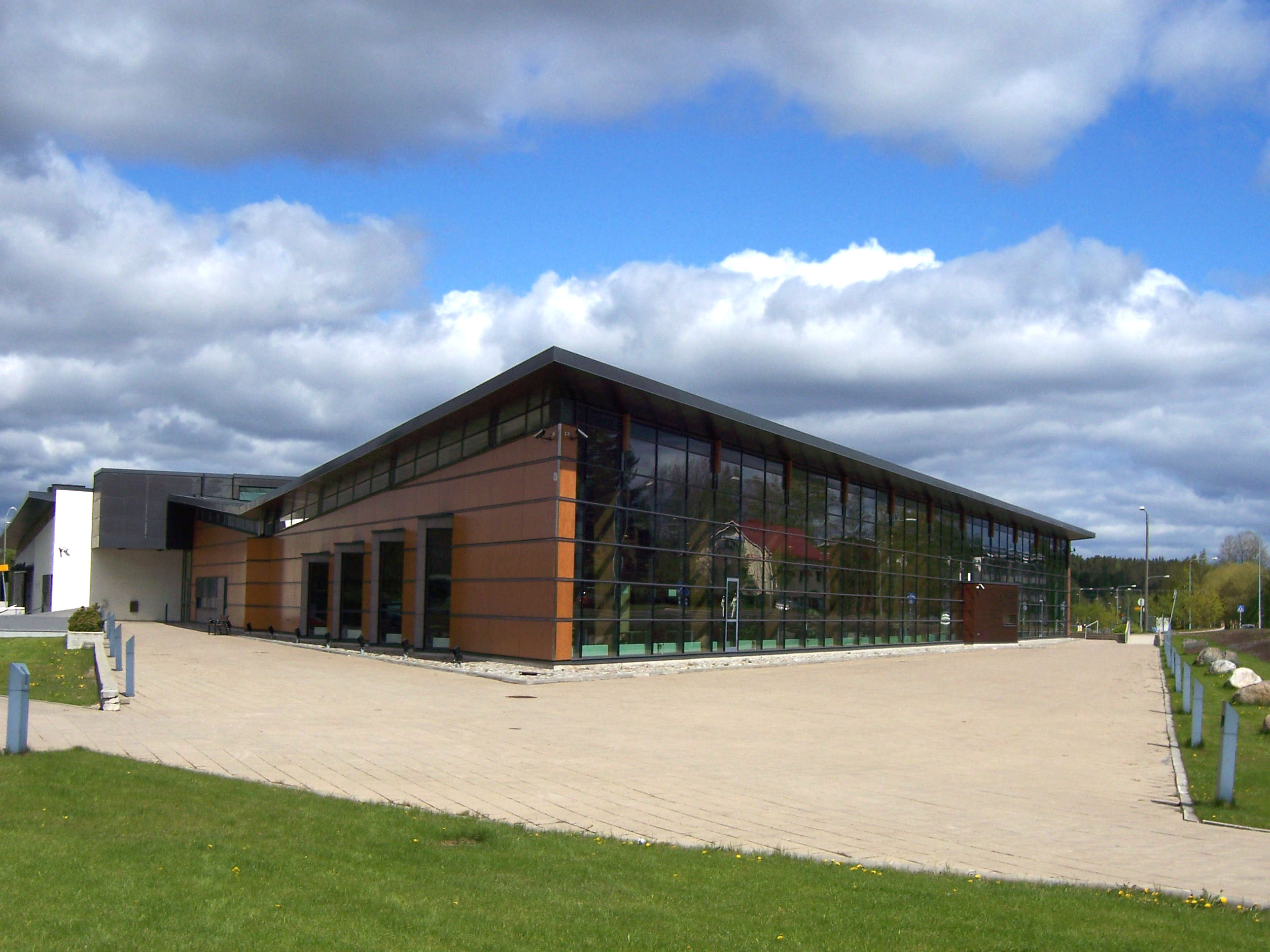
Biblioteca de Ylöjärvi.

Ylöjärvi es una ciudad finesa en la parte occidental del país, a unos 14 kilómetros al oeste de Tampere. La localidad se fundó en 1869 y obtuvo el título de municipio en 2004. 
Los antiguos municipios de Viljakkala y Kuru forman hoy día parte de Ylöjärvi (desde el 1 de enero de 2007 y el 1 de enero de 2009 respectivamente). 

## Tree Mountain
El municipio es el sitio de  Tree Mountain (Montaña del Árbol), Land Art de Agnes Denes. Esta obra fue ideada en 1983 y el gobierno finlandés anunció su construcción en la Cumbre de la Tierra de 1992. Se concluyó en 1996 y el sitio está protegido durante los siguientes 400 años.

## Ciudades hermanadas
- Arvika, Suecia
- Balatonföldvár, Humgría
- Kongsvinger, Noruega
- Saku, Estonia
- Skive, Dinamarca
- Vyshni Volochok, Rusia